# Heloise Gibb
Heloise Gibb (född 1975 i Sydney, Australien) är lektor på  LaTrobe University i Melbourne, Australien. Hon är koordinator för the Global Ant database som 2018 inkluderade mer än 2212 arter med mer än 82 910 värden för egenskaper och 1818 georeferrerade lokala myrsamhällen.

## Forskningsområden
1. Förståelse av artsamhällen baserat på arters egenskaper och ekologiska roller
2. Förståelse för artinteraktioner baserat på experiment
3. Artbevarande i brukade landskap

## Projekt
- Gibb, H., “Are there cascading effects of Australia’s ecological extinctions for biodiversity and ecosystem function?” Australian Research Council (ARC) Future Fellowships 2014-2018
- Hjältén, J, Work, T., Johansson, T., Roberge, J-M. & Gibb, H., “Testing the efficiency of uneven aged forestry as a conservation tool to promote biodiversity and ecological legacies” Swedish Research Council: Formas 2013-2015
- Gibb, H., Parr, C.L, Dunn, R.R., Sanders, N.J. “A global-scale analysis of functional traits in the face of global change” Australian Research Council (ARC) Discovery Grants 2011-2014
- Gibb, H. Murphy, N. “Evaluating the role of invertebrates in decomposing fuels in foothill forests” Department of Sustainability and the Environment, Victoria 2011-2014
- Gibb, H., Wardle, G. “Do arid-zone ants undergo boom-bust population fluctuations in response to the El Niño Southern Oscillation?” Hermon Slade Foundation 2011-2014.
- Gibb, H., Hayward, M. "Effects of native omnivores on invertebrate biodiversity and function: an experimental approach", Australia and Pacific Science Foundation 2009-2012
- Warton, D.I., Andrew, N.R., Gibb, H. “Predicting the effect of climate change on community structure and function: an assessment using temperate grassland invertebrates”, ARC Discovery 2009-2012
- Dynesius, M., Hjältén, J., Gibb, H. ”Colonisation ability of forestry-intolerant species: A core factor for conservation in fragmented forest landscapes during climate change” Centre for Environmental Research, Umeå University, Sweden, 2008-2012

## Utvalda publikationer
- Coggan, NV.,   Hayward, MW., Gibb, H. 2018. A global database and “state of the field” review of research into ecosystem engineering by land animals. Journal of Animal Ecology
- Joelsson, K. Hjältén, J., and Gibb, G. 2018. Forest management strategy affects saproxylic beetle assemblages: A comparison of even and uneven-aged silviculture using direct and indirect sampling. PloS one 13 (4), e0194905
- Hjältén, J., et al. (2007) The importance of substrate type, shading and scorching for the attractiveness of dead wood to saproxylic beetles."Basic and Applied Ecology 8: 364-376.
- Gibb, H., et al. (2006) Conservation-oriented forestry and early successional saproxylic beetles: Responses of functional groups to manipulated dead wood substrates. Biological Conservation 129(4): 437-450.
- Gibb, H. and D. Hochuli (2002) Habitat fragmentation in an urban environment: large and small fragments support different arthropod assemblages. Biological Conservation 106: 91-100.